# Alexander Dreymon
Alexander Dreymon, nome artístico de Alexander Doetsch (7 de fevereiro de 1983) é um ator alemão. Ele é mais conhecido por interpretar o protagonista Uhtred na série The Last Kingdom.

## Biografia
Dreymon nasceu na Alemanha, mas viveu em vários lugares durante a infância: na França, Suíça, Alemanha e Estados Unidos.
Estudou em Paris, e em Londres, na Drama Centre London por três anos.

## Vida Pessoal
Ele é casado com a atriz americana Allison Williams, famosa por seu trabalho na série "Girls" e no filme "Corra!". Juntos, o casal tem um filho chamado Arlo, ampliando a felicidade de sua vida familiar.  Alexander e Allison também atuaram juntos no filme "Horizon Line", uma emocionante aventura lançada em 2020.

## Filmografia

### Cinema
| Ano  | Título                          | Papel     | Notas |
| ---- | ------------------------------- | --------- | ----- |
| 2011 | Christopher e sua espécie       | Caspar    |       |
| 2011 | Predefinição:Link interlanguage | Bruce     |       |
| 2011 | Quem está assistindo quem       | Metamorfo | Curto |
| 2011 | Resistance                      | Steiner   |       |
| 2014 | Blood Ransom                    | Jeremias  |       |
| 2015 | O Teste do Tempo                | Steve     |       |
| 2016 | Caras lendo poemas              | Pai       |       |
| 2018 | Heartlock                       | Lee Haze  |       |
| 2020 | Horizon Line                    | Jackson   |       |

### Televisão
| Ano             | Título                       | Papel       | Nota         |
| --------------- | ---------------------------- | ----------- | ------------ |
| 2014            | American Horror Story: Coven | Luke Ramsey | 5 episódios  |
| 2015 - presente | The Last Kingdom             | Uhtred      | Protagonista |